# Michel Giacobini
Michel Giacobini (1873.–6. ožujka 1938.), francuski astronom
Otkrio je više kometa. Među njima su 21P/Giacobini-Zinner (roditeljsko tijelo meteorskom pljusku Giacobinida), 41P/Tuttle-Giacobini-Kresak i 205P/Giacobini. Potonji je otkrio u nici 4. rujna 1896., ali taj komet nije viđen kad se trebao vratiti 7 godina poslije te ga se smatralo izgubljenim te zato označen D/1896 R2. 10. rujna 2008. amaterski lovci na supernove Koichi Itagaki i Hiroshi Kaneda ponovo su ga otkrili, kad mu je bio 17. cikluks povratka.
Dobio je Lalandeovu nagradu 1900. godine. Radio je u opservatoriju u Nici do 1910., kad je zatražio premještaj u pariški opservatorij. Francuska akademija znanosti nagradila ga je 1905. i 1908. godine Valzovom nagradom.
1903. godine nagrađen je nagradom Francuskoga astronomskog društva Nagradom Julesa Janssena, najvišom nagradom koju to društvo dodjeljuje.
Dragovoljno se javio u vojsku u Prvome svjetskom ratu. Pretrpio je posljedice zbog napada plinovitim bojnim otrovom. Oporavio sei nastavio s astronomskom djelatnošću poslije rata.
Njemu u čast nazvan je asteroid glavnog pojasa (1756) Giacobini.

## Vanjske poveznice
- Nice Kratki životopis  Arhivirana inačica izvorne stranice od 27. rujna 2007. (Wayback Machine) (fra.)
- VIAF
- ISNI
- SUDOC
- NTA